# Émile Tripet
Émile Tripet (1824 - 1880), was een Zwitsers politicus.
Tripet was lid van de Radicale Partij van Neuchâtel (Parti Radical Neuchâtelois). Hij was lid van de Staatsraad van het kanton Neuchâtel.
Tripet was van 1873 tot 1874 en van 1878 tot 1879 voorzitter van de Staatsraad (dat wil zeggen regeringsleider) van het kanton Neuchâtel.